# Legión Krempler
El Regimiento SS de la Polizei-Selbstschutz Sandschak (en alemán: SS-Polizei Selbstschutz Regiment Sandschak, en serbocroata: SS-policijska pukovnija samozaštite Sandžaka) también conocido como la Legión Krempler (en serbocroata: Legija "Krempler", en vukovica: Легија „Кремплер") fue una unidad de las Schutzstaffel establecida en el territorio de Sandžak por el oficial superior de las Waffen-SS Karl von Krempler en la Yugoslavia ocupada por el Eje. Fue a la región de Sandžak (llamada así por la unidad administrativa otomana "Sanjak") en octubre y se hizo cargo de la milicia voluntaria local de alrededor de 5.000 hombres musulmanes anticomunistas y antiserbios con sede en Sjenica.
El regimiento SS de la Polizei-Selbstschutz Sandžak se creó uniendo tres batallones de tropas colaboracionistas albanesas con un batallón de la milicia musulmana Sandžak. Los alemanes no pudieron proporcionar uniformes, armas y equipos para más de un batallón de musulmanes, por lo que otros combatientes musulmanes permanecieron dentro de las unidades de la Milicia Musulmana. Esta formación a veces se denominó Kampfgruppe Krempler o, más burlonamente, "Muselmanengruppe von Krempler". Como oficial superior de las Waffen-SS, Karl von Krempler nombró a Sulejman Pačariz como comandante formal de la unidad, pero como entrenador militar clave y persona de contacto con las armas y municiones alemanas, mantuvo el control efectivo. Durante un tiempo, alrededor de 2.000 miembros del Regimiento SS operaron en Sjenica. El comandante supremo de todas las fuerzas policiales era el SS- un Polizeiführer, August Meyszner, quien solo era responsable ante el Reichsführer-SS Heinrich Himmler con respecto a las acciones policiales.
Todos los miembros recién reclutados de esta milicia fueron enviados a un entrenamiento militar de dos meses a Raška y Vučitrn. Fueron entrenados por Volksdeutsche. Además del entrenamiento militar aprendieron el idioma alemán, primero órdenes militares y luego a hablar alemán. Cantaban canciones de marcha alemanas mientras desfilaban por lugares poblados.
En agosto de 1944 participó en la Operación Rübezahl bajo el mando del V SS Cuerpo de Montaña. El 14 de octubre de 1944, los partisanos yugoslavos derrotaron al regimiento durante un ataque sorpresa en el que tomaron Sjenica y empujaron hacia Duga Poljana, 23 kilómetros al este. Esta acción marcó el final de la unidad en Sandžak, aunque los alemanes recuperaron Sjenica el 25 de octubre de 1944. En noviembre de 1944, Pačariz junto con sus tropas se retiraron a Sarajevo, donde el Regimiento SS quedó bajo el mando del general de la Ustaše Maks Luburić. Pačariz fue ascendido al rango de Coronel de la Ustaše.
En 1945, Pačariz fue capturado cerca de Banja Luka, juzgado y declarado culpable de masacres de civiles. Fue ejecutado como criminal de guerra.